# Fernand de Langle de Cary

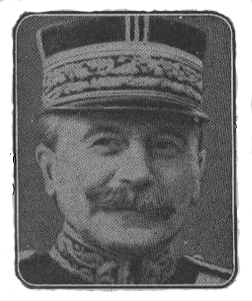
Fernad de Langle

Fernand Louis Armand Marie de Langle de Cary (ur. 4 lipca 1849 w Lorient, zm. 19 lutego 1927 w Paryżu) – generał francuski, dowódca armii francuskiej podczas I wojny światowej. 

## Życiorys
Karierę we francuskiej armii rozpoczął w roku 1869 zaciągając się do jednostki kawaleryjskiej Szaserów Afrykańskich (Chasseurs d'Afrique). Wziął udział w przegranej przez Francję wojnie francusko-pruskiej, podczas której został ranny. Następnie został wykładowcą we Francuskiej Akademii Wojskowej. W 1900 awansowano go do stopnia generała i mianowano na stanowisko dowódcy brygady kawalerii w Algierii. 
W latach 1914–1915 był dowódcą 4 Armii. Na jej czele w sierpniu 1914 poniósł bolesną porażkę z wojskami niemieckimi w bitwie w Ardenach. Uczestnik I bitwy pod Marną, która powstrzymała dalszy marsz Niemców na zachód.
Następnie w 1915 głównodowodzący sił francuskich w Szampanii, na czele których przeprowadził krwawą i nieudaną ofensywę na pozycje niemieckie. 
W lutym 1916 roku pod Verdun ruszyła wielka ofensywa niemiecka. Nieprzygotowane naczelne dowództwo francuskie nie spodziewało się ataku niemieckiego właśnie w tym miejscu. Obawiając się przełamania frontu Joseph Joffre zdjął gen. de Langle ze stanowiska dowodzącego na tym odcinku. Oficjalną przyczyną odwołania generała był zaawansowany wiek. Przeniesiony w stan spoczynku zmarł w Paryżu w 1927 roku.